# Leroy Fer
Leroy Johan Fer (* 5. ledna 1990, Zoetermeer, Nizozemsko) je nizozemský fotbalový defensivní záložník a bývalý reprezentant, který hraje v tureckém klubu Alanyaspor. Účastník Mistrovství světa 2014 v Brazílii.

## Klubová kariéra
Fer hrál v Nizozemsku za kluby Feyenoord (v jehož dresu debutoval v profesionálním fotbale) a FC Twente. S Feyenoordem vyhrál v sezóně 2007/08 nizozemský fotbalový pohár (KNVB beker). Za FC Twente odehrál celkem 71 zápasů a nastřílel 21 branek.
V červenci 2013 přestoupil do anglického klubu Norwich City, kde podepsal čtyřletou smlouvu. Zde se sešel s krajanem Ricky van Wolfswinkelem. Po sezoně 2013/14 Norwich City sestoupil z Premier League do druhé ligy a Fer přestoupil do Queens Park Rangers, nováčka Premier League.

## Reprezentační kariéra
Leroy Fer byl členem nizozemských mládežnických výběrů v kategoriích od 17 let. V červnu 2013 byl nominován na Mistrovství Evropy hráčů do 21 let konané v Izraeli. 6. června se podílel jedním gólem na výhře Nizozemska 3:2 v základní skupině B nad Německem a 9. června opět jednou brankou na výhře 5:1 nad Ruskem. S týmem se dostal do semifinále, kde Nizozemsko vypadlo s Itálií po porážce 0:1.
V nizozemském reprezentačním A-mužstvu debutoval pod trenérem Bertem van Marwijkem 11. srpna 2010 v přátelském zápase proti domácí Ukrajině na NSK Olimpijskyj v Kyjevě. Nastoupil v 64. minutě, Nizozemci remizovali s Ukrajinou 1:1.
Trenér Louis van Gaal jej vzal na Mistrovství světa 2014 v Brazílii. Jako střídající hráč vstřelil vítězný gól v zápase s Chile (výhra 2:0). Nizozemsko obsadilo s plným počtem 9 bodů první místo v základní skupině B. Nizozemci se nakonec dostali do boje o třetí místo proti Brazílii, vyhráli 3:0 a získali bronzové medaile.

### Reprezentační góly
Góly Leroye Fera za A-tým Nizozemska
| 010                | 23. 6. 2014 | Arena Corinthians, São Paulo, Brazílie | Chile | 1:0 | 2:0 | MS 2014 |
| Platí k 7. 7. 2016 |             |                                        |       |     |     |         |